# 도하 개발 라운드

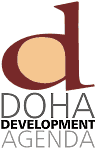

도하 개발 라운드(Doha Development Round)는 무역장벽 제거를 목적으로 하는 2001년 11월 세계무역기구(WTO)가 주최한 다자간 무역 협상이다. 언론에서는 종종 도하 라운드(Doha Round)라는 명칭이 사용되곤 하지만, 정식 명칭은 도하 개발 어젠다(Doha Development Agenda)이다. 이것은 라운드라는 명칭의 사용을 개발도상국들이 반발했기 때문이다.

## 개요
도하 개발 라운드는 2001년 카타르의 도하에서 장관급 회의로 시작되었다. 이후 회의의 무대를 멕시코의 캉쿤, 중국의 홍콩으로 옮겨 회의를 계속했다. 이 외에도 관련 회의가 스위스의 제네바, 프랑스의 파리, 다시 제네바에서 개최되었다. 그러나 유럽연합과 미국과 개발도상국 간의 충돌에 의해 논의는 교착 상태에 빠져있다. 개발도상국은 주로 G4 블록에 의해 대표되는 G20 개발도상국 국가가 있다.

## 교섭상황
우루과이 라운드에서도 난항을 겪었던 농작물 분야의 협상은 자유무역을 추진하는 케언즈 국가와 미국의 수출 그룹과 보조금을 많이 사용하는 EU와 일본의 국내 보안에 민감한 그룹, 특별 보호 요청을 한 개발도상국의 정립 상태에 따라 논의가 교착했다. 또한 선진국과 개도국의 대립은 다양한 분야에서 일어났다. 따라서 2006년 7월 협상의 일시 동결이 발표되었고, 2008년 7월에는 농업, 광공업 분야에서 협상이 결렬됐다. WTO를 중심으로 한 자유무역 체제의 구축을 목표로 하고 있던 일본은 경제 전략의 재검토를 요구하고 있으며, 정부는 두 나라간 무역자유화를 결정하는 자유무역협정(FTA)을 추진할 방침을 세우고 있다.

## GATT/WTO의 다자간 무역협상
- 제 1회 (1948년, 제네바)
- 제 2회 (1949년, 안시)
- 제 3회 (1951년, 토키)
- 제 4회 (1956년, 제네바)
- 제 5회 딜런 라운드 (1960년 -1961년)
- 제 6회 케네디 라운드(1964년 -1967년)
- 제 7회 도쿄 라운드(1973년 -1979년)
- 제 8회 우루과이 라운드(1986년 -1995년)
- 제 9회 도하 개발 라운드(2001년 -)

## 같이 보기
- 세계무역기구(WTO)